# Oyo (Bundesstaat)

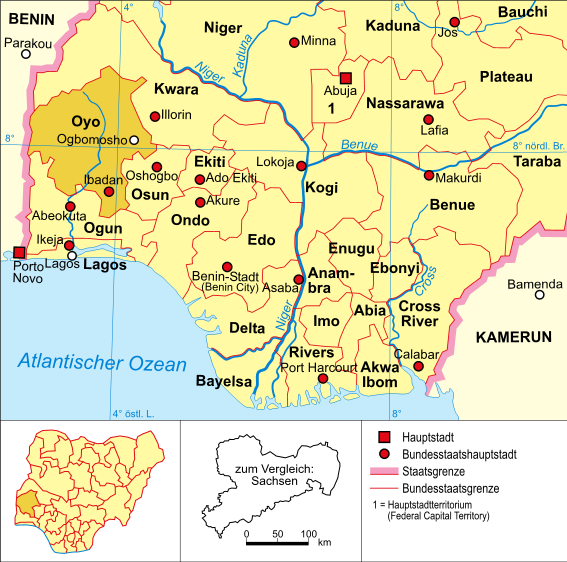
Lage von Oyo in Nigeria

Oyo ist ein Bundesstaat des westafrikanischen Landes Nigeria mit der Hauptstadt Ibadan, die mit 3.565.810 Einwohnern (2005) auch die größte Stadt des Bundesstaates ist.

## Geografie
Der Bundesstaat liegt im Westen des Landes und grenzt im Norden an den Bundesstaat Kwara, im Süden an den Bundesstaat Ogun, im Westen an Benin und im Osten an den Bundesstaat Osun.

## Geschichte
Der Bundesstaat wurde am 3. Februar 1976 aus einem Teil des früheren Bundesstaates „Western“ gebildet. Erster Gouverneur war zwischen März 1976 und Juli 1978 David Medayese Jembibewon. Gegenwärtiger Gouverneur ist seit 2006 Adebayo Alao-Akala.

### Liste der Gouverneure und Administratoren
- David Jemibewon (Gouverneur 1976–1978)
- Paul C. Tarfa (Gouverneur 1978–1979)
- Bola Ige (Gouverneur 1979–1983)
- Victor Olunloyo (Gouverneur 1983)
- Oladayo Popoola (Gouverneur 1984–1985)
- Adetunji Olurin (Gouverneur 1985–1987)
- S. Oresanya (Gouverneur 1987–1990)
- Abdul Adisa (Gouverneur 1990–1992)
- Kolapo Ishola (Gouverneur 1992–1993)
- Adetoye Sode (Administrator 1993–1994)
- C. Ike Nwosu (Administrator 1994–1996)
- Ahmed Usman (Administrator 1996–1998)
- Amen Oyakhire (Administrator 1998–1999)
- Lam Adesina (Gouverneur 1999–2003)
- Rashidi Adewolu Ladoja (Gouverneur 2003–2006)
- Christopher Alao-Akala (Gouverneur 2006–2011)
- Abiola Adeyemi Ajimobi (Gouverneur 2011)

## Verwaltung
Der Staat gliedert sich in 33 Local Government Areas. Diese sind: Afijio, Akinyele, Atiba, Atisbo, Egbeda, Ibadan North, Ibadan North-East, Ibadan North-West, Ibadan South-East, Ibadan South-West, Ibarapa Central, Ibarapa East, Ibarapa North, Ido, Irepo, Iseyin, Itesiwaju, Iwajowa, Kajola, Lagelu, Ogbomosho North, Ogbomosho South, Ogo-Oluwa, Olorunsogo, Oluyole, Ona-Ara, Orelope, Ori-Ire, Oyo, Oyo East, Saki East, Saki West und Surulere.

## Wirtschaft
Der Hauptwirtschaftszweig ist die Landwirtschaft. Die klimatischen Verhältnisse erlauben den Anbau von Getreide, Mais, Yams, Maniok, Hirse, Reis, Bananen, Kakao und so weiter. Bedeutend sind auch die  Viehhaltung und Milchproduktion sowie die Gewinnung von Bodenschätzen. Es werden Lehm, Kaolin und Aquamarine abgebaut.

## Nationalparks
- Old-Oyo-Nationalpark

Koordinaten: 7° 48′ N, 3° 48′ O